# Lista de bens tombados em Jaraguá do Sul
A lista de bens tombados de Jaraguá do Sul reúne itens do patrimônio cultural e histórico de Jaraguá do Sul. Os atos de tombamento municipal foram realizados pelo Setor de Patrimônio Histórico e Cultural (SPHC). Os tombamentos estaduais foram realizados pela Fundação Catarinense de Cultura (FCC). Dentre os patrimônios tombados estão o Mercado Público Municipal e o Museu Histórico Emílio da Silva, ambos construídos em alvenaria portante, ou seja, não apresentam vigas ou colunas, a alvenaria possui função estrutural. Os edifícios são de propriedade da prefeitura e foram tombados em 05 de dezembro de 2012 pela importância cultural que possuem para a cidade.
| Imagem | Bem                                                                                   | Data de fundação | Coordenadas                                               | Tombamento                                  | Referência |
| ------ | ------------------------------------------------------------------------------------- | ---------------- | --------------------------------------------------------- | ------------------------------------------- | ---------- |
|        | Antiga Escola Jaraguá                                                                 | 1926             | 26° 28′ 49″ S, 49° 05′ 00″ O                              | bem tombado pelo SPHC                       |            |
|        | Arquivo Histórico de Jaraguá do Sul “Eugênio Victor Schmöckel”                        |                  | 26° 30′ 24″ S, 49° 05′ 47″ O                              | bem tombado pelo SPHC                       |            |
|        | Bebidas Max Wilhelm                                                                   | 1935             |                                                           | bem tombado pelo SPHC                       |            |
|        | Breithaupt Administração e Comércio Ltda.                                             | 1936             |                                                           | bem tombado pelo SPHC                       |            |
|        | Casa Alberto Moretti                                                                  | 1948             |                                                           | bem tombado pelo SPHC                       |            |
|        | Casa Arthur Breithaupt                                                                | 1926             |                                                           | bem tombado pelo SPHC                       |            |
|        | Casa Baggentoss                                                                       | 1935             |                                                           | bem tombado pelo SPHC                       |            |
|        | Casa Berta Emmendoerfer                                                               | década de 1930   |                                                           | bem tombado pelo SPHC                       |            |
|        | Casa Bier                                                                             | 1960             |                                                           | bem tombado pelo SPHC                       |            |
|        | Casa Braatz                                                                           | 1935             |                                                           | bem tombado pelo SPHC                       |            |
|        | Casa Curtume Schmitt                                                                  | 1933             |                                                           | bem tombado pelo SPHC                       |            |
|        | Casa Dalila Têxtil Ltda.                                                              | 1922             |                                                           | bem tombado pelo SPHC                       |            |
|        | Casa Daniel Hamann                                                                    | 1945             |                                                           | bem tombado pelo SPHC                       |            |
|        | Casa Dolores Lopes Lescowicz                                                          | 1920             |                                                           | bem tombado pelo SPHC                       |            |
|        | Casa Dulcineia Machado Reiner                                                         | 1926             |                                                           | bem tombado pelo SPHC                       |            |
|        | Casa Emilio Stein                                                                     | 1925             |                                                           | bem tombado pelo SPHC                       |            |
|        | Casa Eno Rux                                                                          | 1915             |                                                           | bem tombado pelo SPHC                       |            |
|        | Casa Eurides Silveira                                                                 | 1917             |                                                           | bem tombado pelo SPHC                       |            |
|        | Casa Fischer                                                                          | 1942             |                                                           | bem tombado pelo SPHC                       |            |
|        | Casa Gerard Setter                                                                    | 1955             |                                                           | bem tombado pelo SPHC                       |            |
|        | Casa Germano Ehmke                                                                    | 1935             |                                                           | bem tombado pelo SPHC                       |            |
|        | Casa Grützmacher                                                                      | 1949             |                                                           | bem tombado pelo SPHC                       |            |
|        | Casa Hass                                                                             | 1942             |                                                           | bem tombado pelo SPHC                       |            |
|        | Casa Hertel                                                                           | 1949             |                                                           | bem tombado pelo SPHC                       |            |
|        | Casa Horst                                                                            | 1921             |                                                           | bem tombado pelo SPHC                       |            |
|        | Casa Hruschka                                                                         | 1955             |                                                           | bem tombado pelo SPHC                       |            |
|        | Casa Hufenüessler                                                                     | 1943             |                                                           | bem tombado pelo SPHC                       |            |
|        | Casa Hugo Hansen                                                                      | 1950             |                                                           | bem tombado pelo SPHC                       |            |
|        | Casa Jeison Luís Manske                                                               | 1930             |                                                           | bem tombado pelo SPHC                       |            |
|        | Casa Kanzler                                                                          | 1957             |                                                           | bem tombado pelo SPHC                       |            |
|        | Casa Konell                                                                           | 1953             |                                                           | bem tombado pelo SPHC                       |            |
|        | Casa Koppmann                                                                         | 1954             |                                                           | bem tombado pelo SPHC                       |            |
|        | Casa Leskowicz                                                                        | 1936             |                                                           | bem tombado pelo SPHC                       |            |
|        | Casa Lili Zickuhr Friedel                                                             | 1924             |                                                           | bem tombado pelo SPHC                       |            |
|        | Casa Loss                                                                             | 1944             |                                                           | bem tombado pelo SPHC                       |            |
|        | Casa Luiz Sarti                                                                       | 1940             |                                                           | bem tombado pelo SPHC                       |            |
|        | Casa Mario Nicolini                                                                   | 1945             |                                                           | bem tombado pelo SPHC                       |            |
|        | Casa Marlene Freygang                                                                 | 1937             |                                                           | bem tombado pelo SPHC                       |            |
|        | Casa Martinho Pereira da Costa                                                        | 1930             |                                                           | bem tombado pelo SPHC                       |            |
|        | Casa Max Bauer                                                                        | 1955             |                                                           | bem tombado pelo SPHC                       |            |
|        | Casa Miguel Marangoni                                                                 | 1933             |                                                           | bem tombado pelo SPHC                       |            |
|        | Casa Otto Meyer                                                                       | 1944             |                                                           | bem tombado pelo SPHC                       |            |
|        | Casa Pedro Kopeaki                                                                    | 1933             |                                                           | bem tombado pelo SPHC                       |            |
|        | Casa Piazera                                                                          | 1955             |                                                           | bem tombado pelo SPHC                       |            |
|        | Casa Piermann                                                                         | 1920             |                                                           | bem tombado pelo SPHC                       |            |
|        | Casa Raboch                                                                           | 1933             |                                                           | bem tombado pelo SPHC                       |            |
|        | Casa Ramthum                                                                          | década de 1920   |                                                           | bem tombado pelo SPHC                       |            |
|        | Casa Rau                                                                              | 1955             |                                                           | bem tombado pelo SPHC                       |            |
|        | Casa Renato Raboch                                                                    | 1950             |                                                           | bem tombado pelo SPHC                       |            |
|        | Casa Ricardo Ruediger                                                                 | 1935             |                                                           | bem tombado pelo SPHC                       |            |
|        | Casa Rolf Marquardt                                                                   | 1946             |                                                           | bem tombado pelo SPHC                       |            |
|        | Casa Schmitz                                                                          | 1954             |                                                           | bem tombado pelo SPHC                       |            |
|        | Casa Schulz                                                                           | 1960             |                                                           | bem tombado pelo SPHC                       |            |
|        | Casa Silviano Piazera                                                                 | 1930             |                                                           | bem tombado pelo SPHC                       |            |
|        | Casa Splitter                                                                         | 1937             |                                                           | bem tombado pelo SPHC                       |            |
|        | Casa Todt                                                                             | 1954             |                                                           | bem tombado pelo SPHC                       |            |
|        | Casa Tranquilo Antônio Costenaro                                                      | 1944             |                                                           | bem tombado pelo SPHC                       |            |
|        | Casa Tufie Mahfud                                                                     | 1936             |                                                           | bem tombado pelo SPHC                       |            |
|        | Casa Töwe                                                                             | década de 1920   |                                                           | bem tombado pelo SPHC                       |            |
|        | Casa Walter Breithaupt                                                                | 1932             |                                                           | bem tombado pelo SPHC                       |            |
|        | Casa Walter Jansen                                                                    | 1934             |                                                           | bem tombado pelo SPHC                       |            |
|        | Casa Wilarino Winter                                                                  | 1928             |                                                           | bem tombado pelo SPHC                       |            |
|        | Casa Wolf                                                                             | 1920             |                                                           | bem tombado pelo SPHC                       |            |
|        | Casa da Rua 12                                                                        | 1954             |                                                           | bem tombado pelo SPHC                       |            |
|        | Casa da Rua 887                                                                       | década de 1930   |                                                           | bem tombado pelo SPHC                       |            |
|        | Casa de Adelino Jansen                                                                |                  | 26° 32′ 48″ S, 49° 13′ 52″ O                              | bem tombado pela FCC                        |            |
|        | Casa de Afonso Braun                                                                  |                  | 26° 32′ 05″ S, 49° 08′ 38″ O                              | bem tombado pela FCC                        |            |
|        | Casa de Cido Gilow                                                                    |                  | 26° 33′ 13″ S, 49° 08′ 05″ O                              | bem tombado pela FCC                        |            |
|        | Casa de Elga Tribess                                                                  |                  | 26° 26′ 56″ S, 49° 03′ 11″ O                              | bem tombado pela FCC bem tombado pelo SPHC  |            |
|        | Casa de Erwin Rux                                                                     |                  | 26° 32′ 10″ S, 49° 08′ 33″ O 26° 32′ 10″ S, 49° 08′ 32″ O | bem tombado pela FCC bem tombado pelo IPHAN |            |
|        | Casa de Rolf Töeve                                                                    |                  | 26° 35′ 04″ S, 49° 13′ 59″ O                              | bem tombado pela FCC                        |            |
|        | Casa de Vittore Schiocchet                                                            |                  | 26° 26′ 23″ S, 49° 10′ 42″ O                              | bem tombado pelo IPHAN                      |            |
|        | Casa de Wigando Mayer                                                                 |                  | 26° 29′ 52″ S, 49° 08′ 42″ O                              | bem tombado pela FCC bem tombado pelo SPHC  |            |
|        | Casa dos Motoristas                                                                   | 1946             |                                                           | bem tombado pelo SPHC                       |            |
|        | Cemitério Protestante Bruestlein                                                      |                  |                                                           | bem tombado pelo SPHC                       |            |
|        | Cerealista Piwedo Ltda.                                                               | 1956             |                                                           | bem tombado pelo SPHC                       |            |
|        | Cutelaria Jaraguá Ltda                                                                | 1957             |                                                           | bem tombado pelo SPHC                       |            |
|        | Depósito Breithaupt                                                                   |                  | 26° 28′ 50″ S, 49° 05′ 10″ O                              | bem tombado pelo IPHAN                      |            |
|        | E.E.B. Elza Granzotto Ferraz                                                          | 1955             |                                                           | bem tombado pelo SPHC                       |            |
|        | Edificação Enxaimel                                                                   |                  |                                                           | bem tombado pela FCC                        |            |
|        | Empresa Brasileira de Correios e Telégrafos                                           | 1926             |                                                           | bem tombado pelo SPHC                       |            |
|        | Estação Ferroviária e Galpão de Depósito de Cargas                                    |                  | 26° 28′ 49″ S, 49° 05′ 06″ O                              | bem tombado pela FCC                        |            |
|        | Exatoria Estadual                                                                     | 1953             |                                                           | bem tombado pelo SPHC                       |            |
|        | Igreja Luterana                                                                       | 1955             |                                                           | bem tombado pelo SPHC                       |            |
|        | Igreja Santíssima Trindade                                                            | 1925             |                                                           | bem tombado pelo SPHC                       |            |
|        | Igreja da Comunidade Evangélica Luterana de Santa Luzia – Apóstolo Tiago + 26 objetos | 1951             |                                                           | bem tombado pelo SPHC                       |            |
|        | Imóvel situado à Rua Berta Weege, 200                                                 |                  | 26° 30′ 49″ S, 49° 07′ 34″ O                              | bem tombado pela FCC                        |            |
|        | Imóvel situado à Rua Berta Weege, s/n                                                 |                  | 26° 30′ 50″ S, 49° 07′ 34″ O                              | bem tombado pela FCC                        |            |
|        | Indústria de Calçados Gosch Irmãos S.A.                                               | 1952             |                                                           | bem tombado pelo SPHC                       |            |
|        | Mercado Público Municipal                                                             | 1960             |                                                           | bem tombado pelo SPHC                       |            |
|        | Museu Histórico Emílio da Silva                                                       |                  |                                                           | bem tombado pelo SPHC                       |            |
|        | Paróquia Apóstolo Pedro                                                               | 1935             |                                                           | bem tombado pelo SPHC                       |            |
|        | Pilar da Ponte Abdon Batista                                                          | 1913             |                                                           | bem tombado pelo SPHC                       |            |
|        | Ponte Pênsil Emílio Meier                                                             | 1998             |                                                           | bem tombado pelo SPHC                       |            |
|        | Ponte Pênsil Freimundo Kaiser                                                         |                  |                                                           | bem tombado pelo SPHC                       |            |
|        | Ponte Pênsil Jacob Alfredo Emmendoefer                                                | 1970             |                                                           | bem tombado pelo SPHC                       |            |
|        | Ponte Pênsil Pedro Piccoli                                                            | 1972             |                                                           | bem tombado pelo SPHC                       |            |
|        | Salão Barg                                                                            | 1941             |                                                           | bem tombado pelo SPHC                       |            |
|        | Salão do Pau do Meio                                                                  | 1953             |                                                           | bem tombado pelo SPHC                       |            |
|        | Sociedade Paraná                                                                      |                  |                                                           | bem tombado pela FCC                        |            |
|        | Terminal Rodoviário Urbano                                                            |                  |                                                           | bem tombado pelo SPHC                       |            |
|        | Árvore aos Fundos da Borracha Wolf                                                    |                  |                                                           | bem tombado pelo SPHC                       |            |
|        | Árvore da Empresa Marisol S/A                                                         |                  |                                                           | bem tombado pelo SPHC                       |            |
|        | Árvore da Ponte do Baenpendi                                                          |                  |                                                           | bem tombado pelo SPHC                       |            |
|        | Árvore da Praça Batalhão de Suez                                                      |                  |                                                           | bem tombado pelo SPHC                       |            |
|        | Árvore da Praça Paul Harris                                                           |                  |                                                           | bem tombado pelo SPHC                       |            |
|        | Árvore da Praça Ângelo Piazera                                                        |                  |                                                           | bem tombado pelo SPHC                       |            |
|        | Árvore do Hotel Etalan                                                                |                  |                                                           | bem tombado pelo SPHC                       |            |
|        | Árvore próximo a passagem de Nível da R.F.F.S.A                                       |                  |                                                           | bem tombado pelo SPHC                       |            |

∑ 109 items.